# Мільково (Камчатський край)
Мільково (рос. Мильково) — село у Мільковському районі Камчатського краю Російської Федерації, районний центр.
Населення становить 8251 (2010)  особу. Входить до складу муніципального утворення Мільковське сільське поселення.

## Історія
До 1 червня 2007 року у складі Камчатської області, відтак у складі Камчатського краю. Згідно із законом від 25 лютого 2005 року органом місцевого самоврядування є Мільковське сільське поселення.

## Населення
| 1836  | 1926  | 1939  | 1959  | 1970  | 1979  | 1989    |
| ----- | ----- | ----- | ----- | ----- | ----- | ------- |
| 140   | ↗447  | ↗1109 | ↗2427 | ↗5066 | ↗8959 | ↗12 132 |
| 2002  | 2007  | 2010  |       |       |       |         |
| ↘9243 | ↘8900 | ↘8251 |       |       |       |         |